# Podocarpus elatus
Podocarpus elatus ist eine immergrüne Konifere aus der Gattung der Steineiben (Podocarpus) mit meist 5 bis 10 Zentimeter langen und 7 bis 14 Millimeter breiten Blättern. Die weiblichen Samenzapfen, die Früchten ähneln, bestehen aus einem bei Reife roten und später schwarzblauen Podocarpium mit einem bis zwei die Samen enthaltenden, grünen und später purpurschwarzen Epimatium. Das Verbreitungsgebiet erstreckt sich entlang der Ostküste Australiens. Das Holz der Art ist sehr widerstandsfähig gegen Termiten und wasserbewohnenden Holzschädlingen. Es wird daher unter anderem für Molen und zur Herstellung von Booten verwendet. Die Art wird in der Roten Liste der IUCN als nicht gefährdet eingestuft.

## Beschreibung

### Erscheinungsbild
Podocarpus elatus wächst als immergrüner bis zu 30 Meter hoher Baum. Der Stamm steht aufrecht und erreicht einen Brusthöhendurchmesser von bis zu 80 Zentimetern. Die Stammborke ist dünn, faserig und braun. An großen Bäumen ist sie schuppig und längs zerrissen. Die Äste stehen ausgebreitet und bilden eine breite, dichte Krone. Belaubte Zweige sind gelblich grün, stielrund, glatt und fein gerillt.

### Knospen und Blätter
Die Knospen sind klein, konisch und spitz, 1,5 bis 2,5 Millimeter lang mit einem Basisdurchmesser von 0,7 bis 1,5 Millimeter. Die Knospenschuppen sind dachziegelartig angeordnet. Sie sind meist angedrückt, schmal dreieckig und spitz, mit frei stehendem oder zurück gebogenem Ende. Die Blätter von Sämlingen sind 2,5 bis 6 Zentimeter lang und 6 bis 8 Millimeter breit. An jungen und ausgewachsenen Bäumen sind sie deutlich größer, jedoch bezüglich der Größe sehr variabel und können an manchen Bäumen deutlich kleiner als an anderen sein. Sie sind meist 5 bis 10 Zentimeter lang, selten schon ab 3 oder bis 15 Zentimeter, und meist 7 bis 14 Millimeter breit, selten schon ab 5 oder bis 17 Millimeter, linear-lanzettlich und laufen kontinuierlich, bei breiten Blättern etwas abrupter, zur Basis hin zusammen. Der Blattstiel ist etwa 3 Millimeter lang. Das Blattende ist spitz, häufig scharf zugespitzt oder seltener stumpf. Die Mittelrippe ist auf der Blattoberseite stumpf hervorstehend und abhängig von der Blattgröße unterschiedlich breit bis zu einer maximalen Breite von etwa 1 Millimeter. Auf der Unterseite steht sie weniger hervor. Die Blattoberseite ist glänzend dunkelgrün, die Unterseite blass grün. Es werden zahlreiche Spaltöffnungslinien gebildet, die auf der Blattunterseite in zwei Bändern unterbrochener Linien angeordnet sind.

### Zapfen und Samen
Die Pollenzapfen wachsen in Gruppen in den Blattachseln. Sie sind sitzend, zylindrisch, 10 bis 20 Millimeter lang bei Durchmessern von 2 bis 3 Millimetern. Die Mikrosporophylle sind sehr klein, dachziegelartig angeordnet, breit dreieckig und mit zwei basalen, kugelförmigen Pollensäcken versehen. Die Samenzapfen wachsen einzeln und achselständig auf dicken, 3 bis 10 Millimeter langen Stielen. An der Basis der Zapfenachse bilden sich zwei sehr kleine jedoch stark sukkulente 15 bis 25 selten bis 30 Millimeter langen und 15 bis 20 Millimeter dicke Deckschuppen, die sich bei Reife anfangs rot und später schwarzblau färben. Sie bilden zusammen mit der Zapfenachse das Podocarpium. Die ein oder manchmal zwei Samen wachsen am Ende der Zapfenachse. Sie werden von fleischigen Samenschuppen umgeben, die zusammen mit dem Samen als Epimatium bezeichnet werden. Das Epimatium ist eiförmig-rundlich mit einem kurzen Schnabel an der Basis und einer undeutlichen Kuppe am Ende. Es ist bei Reife 15 bis 20 Millimeter lang mit Durchmessern von 12 bis 15 Millimeter und verfärbt sich von dunkel glaukgrün zu purpurschwarz mit weißlicher Tönung.

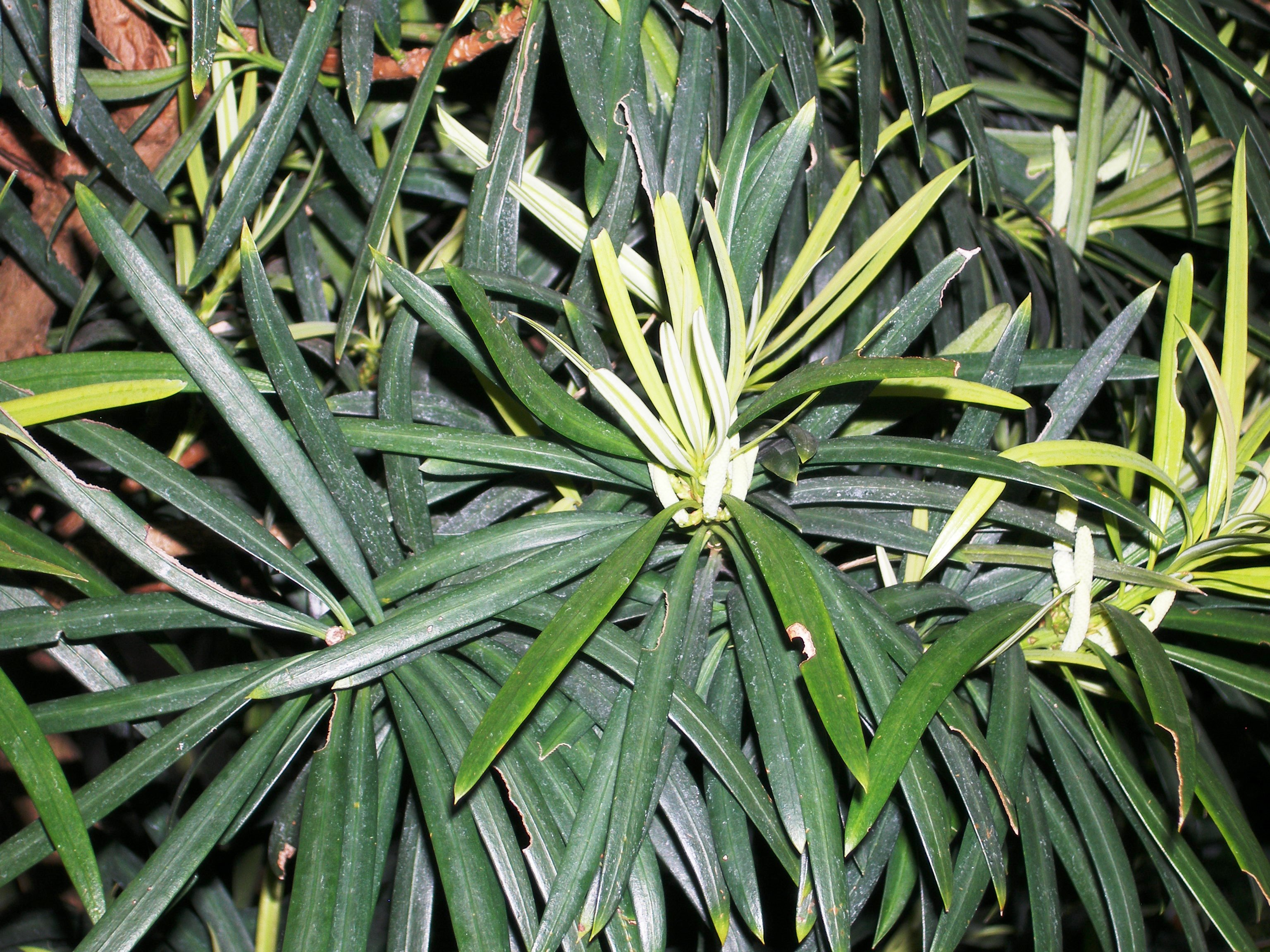
Laubblätter
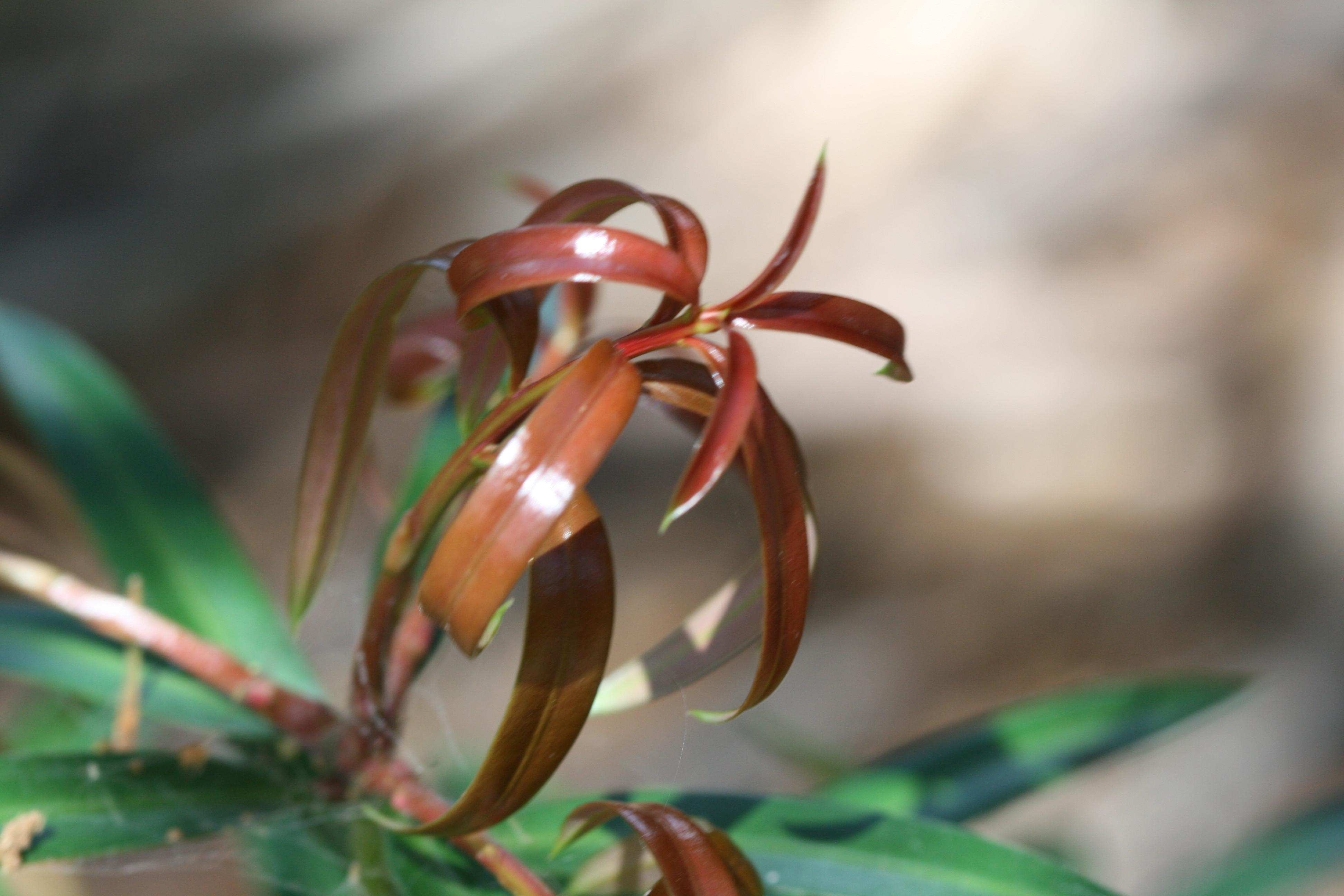
Junger Trieb
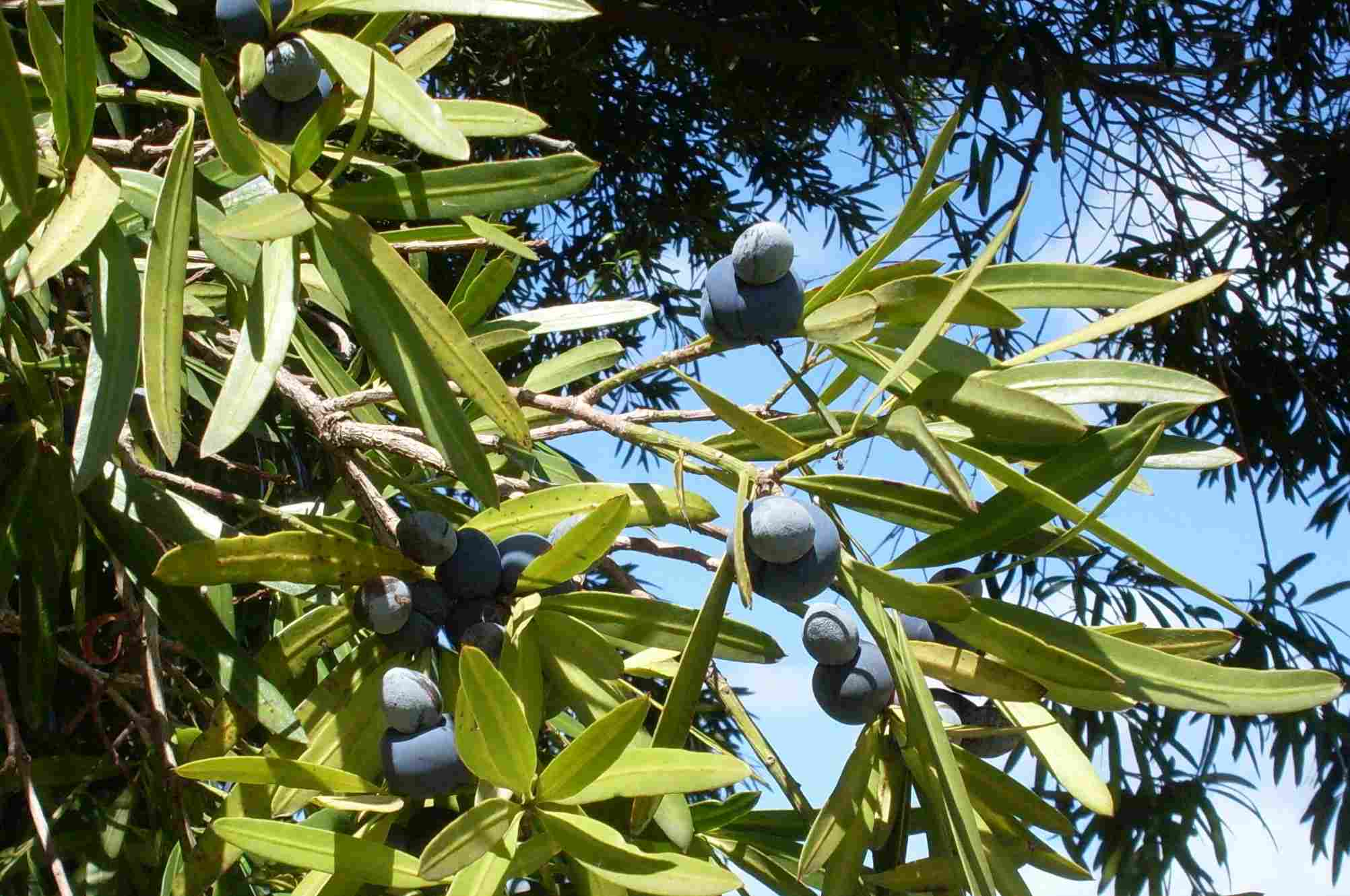
Zweig mit Zapfen

## Verbreitung, Ökologie und Gefährdung
Das natürliche Verbreitungsgebiet von Podocarpus elatus liegt in Australien im Osten von New South Wales, im Osten von Queensland und im Northern Territory. Es reicht von der Princess Charlotte Bay auf der Kap-York-Halbinsel bis nahe an die Batemans Bay. Podocarpus elatus ist die häufigste und am weitesten verbreitete Steineibenart der Regenwälder Australiens, wobei sie die größte Verbreitungsdichte in New South Wales hat.
Das natürliche Verbreitungsgebiet von Podocarpus elatus liegt in den küstennahen Regenwäldern Ostaustraliens mit warmem Klima und reichlichem Regen. Diese Wälder sind durch mittelgroße Bäume gekennzeichnet, die ganzrandige Blätter bilden, durch eine Vielzahl an kletternden Pflanzen und teilweise Palmen. Im Norden von Queensland tritt sie in den trockeneren Wäldern nur mehr verstreut auf. Das Verbreitungsgebiet wird der Winterhärtezone 9 zugerechnet mit mittleren jährlichen Minimaltemperaturen zwischen −6,6 und 1,2 °Celsius (20 bis 30 °Fahrenheit). Sie wächst von Meereshöhe bis in etwa 1000 Metern Höhe meist auf tiefgründigen Böden, auf alluvialen Sanden und auf Flussbänken. Man findet sie im Hinterland zusammen mit der Australischen Kastanie (Castanospermum australe) und Grevillea robusta, näher an der Küste mit Alphitonia excelsa, Cryptocarya triplinervis, Cupaniopsis anacardioides, Diploglottis cunninghamii und meist entlang von Flüssen mit der Palme Livistona australis.
Die Blätter enthalten das auf Insekten wirkenden Hormon Ecdysteron, das die Häutung unterbindet und so die Bäume vor Insektenfraß schützt. Andererseits werden die Diasporen, also Podocarpium und Epimatium, durch Tiere verbreitet, und enthalten daher keine Giftstoffe. Sie werden auch von Menschen gegessen.
In der Roten Liste der IUCN wird Podocarpus elatus als nicht gefährdet („Least Concern“) eingestuft. Es wird jedoch darauf hingewiesen, dass eine Neubeurteilung aussteht.

## Systematik und Forschungsgeschichte
Podocarpus elatus ist eine Art aus der Gattung der Steineiben (Podocarpus), in der sie der Untergattung Foliolati, Sektion Polystachyi zugeordnet wird. Sie wurde von dem österreichischen Botaniker Stephan Ladislaus Endlicher 1847 in Synopsis Coniferarum erstmals wissenschaftlich gültig beschrieben. Die Beschreibung basierte auf einer Beschreibung von Robert Brown, die jedoch nicht die Anforderungen an eine Erstbeschreibung erfüllte. Der Gattungsname Podocarpus leitet sich vom griechischen poús, Genetiv: podós für „Fuß“ und karpós für Frucht ab. Der Name verweist damit auf die kurz gestielten reifen Samen. Das Artepitheton elatus stammt aus dem Lateinischen und bedeutet „hoch“, es bezieht sich auf die Größe der Bäume.
Synonyme der Art sind Margbensonia elata (R.Br. ex Endl.) A.V.Bobrov & Melikyan, Nageia elata (R.Br. ex Endl.) F.Muell. und Podocarpus acicularis Carrière.

## Verwendung

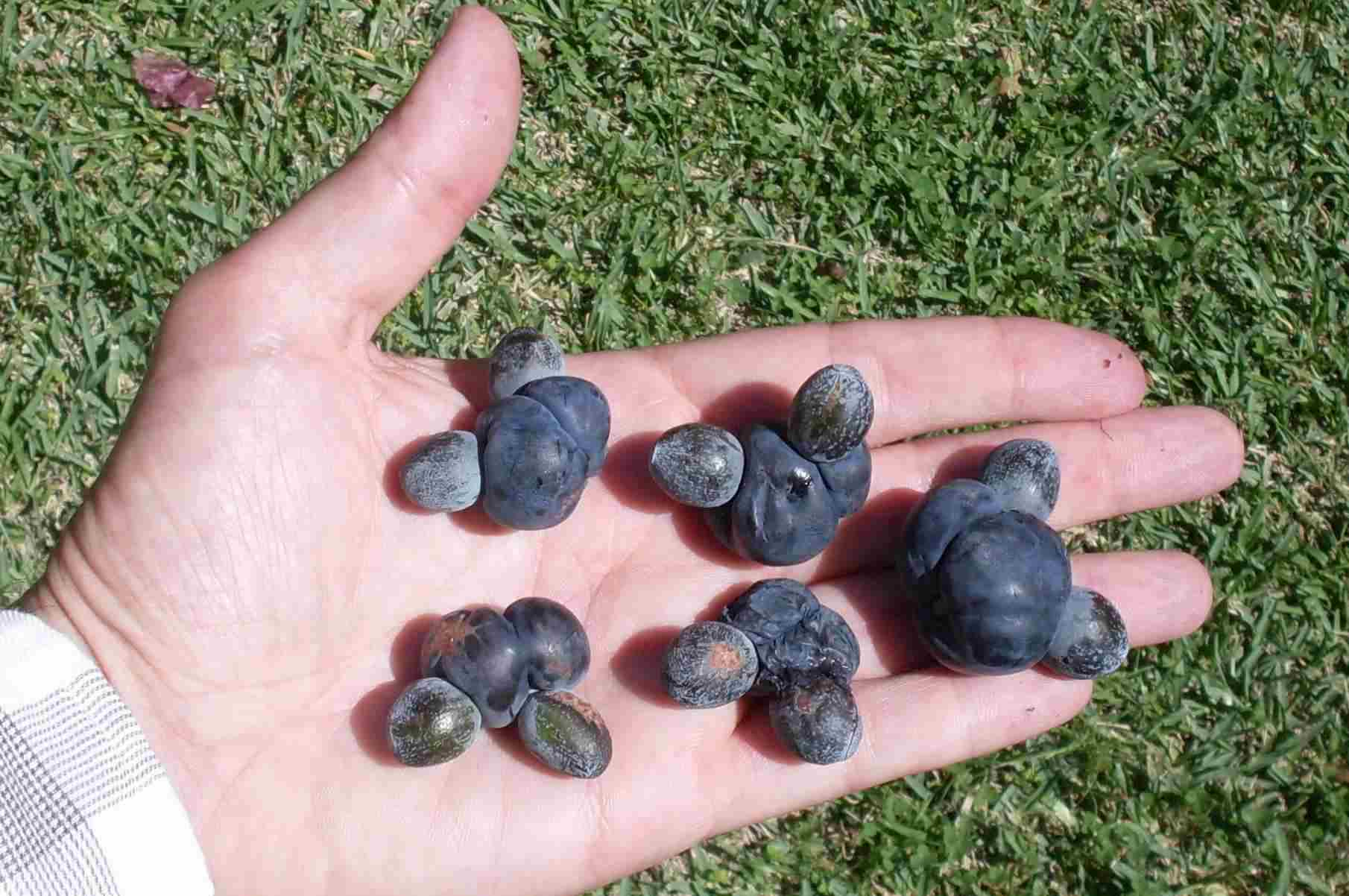
Podocarpium und Epimatium von Podocarpus elatus, die auch gegessen werden können

Das Holz von Podocarpus elatus ist sehr haltbar und resistent gegen Termiten und meeresbewohnender Holzschädlinge wie den Rankenfußkrebsen (Cirripedia). Es wird daher zur Errichtung von Molen und Bootsstegen, zur Herstellung von Booten und Kisten, für Tischler- und Schreinerarbeiten und zur Herstellung von Möbeln, im Besonderen Gartenmöbeln verwendet. Es kann gut poliert werden und wird zur Herstellung von Produkten hoher Qualität verwandt, die lange halten müssen. Nachdem die ursprünglichen Bestände jedoch weitgehend abgeholzt sind, ist die Bedeutung als Holzlieferant nur mehr gering.
Die Art wird auch in Gärten, Parks und zur Verschönerung von Straßen verwendet, kann aber nur in warmgemäßigtem bis tropischem Klima kultiviert werden.